# LIVE 2012
Live 2012 — концертний тур німецького проекту Schiller, який розпочнеться 23 листопада 2012 року у Франкфурті.
Турне проходить на підтримку сьомого студійного альбому Sonne і буде налічувати 15 концертів в Німеччині. На цьому турне концерти будуть з об'ємним звуком. Як і на попередніх турах, в зв'язку з поточним туром було випущено альбоми з серії Die Einlassmusik.

## Сет-ліст
Приклад сет-ліста (Білефельд)
1. «Willkommen»
2. «Lichtermeer»
3. «Kon-tiki»
4. «Revelation»
5. «Velvet aeroplane»
6. «Schiller»
7. «The silence»
8. «Reach out»
9. «Sommernacht»
10. «Berlin Moscow»
11. «Leidenschaft»
12. «Ghost»
13. «The fire»
14. «Sehnsucht»
15. «Das Glockenspiel»
16. «Einklang»
17. «Epic Shores»
18. «Heimathafen»

1. «Playing with Madness»
2. «Nachtflug»

1. «Ein Schoener Tag»
2. «Ruhe»

Берлін
1. «Willkommen»
2. «Lichtermeer»
3. «Kon-tiki»
4. «Revelation»
5. «Velvet aeroplane» (разом з Кейт Хевневік)
6. «Schiller»
7. «The Silence» (разом з Мередіт Колл)
8. «Reach out» (разом з Мередіт Колл)
9. «Sommernacht»
10. «Berlin Moscow»
11. «Leidenschaft»
12. «Mitternacht»
13. «Ghost» (разом з Кейт Хевневік)
14. «The fire» (разом з Кейт Хевневік)
15. «Sehnsucht»
16. «Das Glockenspiel»
17. «Always You» (разом з Anggun)
18. «Always You» (Reprise)
19. «Einklang»
20. «Epic Shores» (разом з Кейт Хевневік)
21. «Heimathafen»

1. «Blind» (разом з Anggun)
2. «Playing with Madness»
3. «Ein Schoener Tag»
4. «Nachtflug»
5. «Ruhe»

## Розклад концертів
| Дата              | Місто      | Країна    | Місце виступу            |
| ----------------- | ---------- | --------- | ------------------------ |
| Листопад 23, 2012 | Франкфурт  | Німеччина | Jahrhunderthalle         |
| Листопад 24, 2012 | Дюсельдорф | Німеччина | MITSUBISHI ELECTRIC HALL |
| Листопад 25, 2012 | Гамбург    | Німеччина | O2 World                 |
| Листопад 26, 2012 | Бремен     | Німеччина | Pier 2                   |
| Листопад 27, 2012 | Росток     | Німеччина | STADTHALLE               |
| Листопад 29, 2012 | Білефельд  | Німеччина | RINGLOKSCHUPPEN          |
| Листопад 30, 2012 | Зіґен      | Німеччина | SIEGERLANDHALLE          |
| Грудень 1, 2012   | Лейпціг    | Німеччина | HAUS AUENSEE             |
| Грудень 3, 2012   | Хемніц     | Німеччина | STADTHALLE               |
| Грудень 4, 2012   | Фрайбург   | Німеччина | ROTHAUS-ARENA            |
| Грудень 5, 2012   | Нюрнберг   | Німеччина | MEISTERSINGERHALLE       |
| Грудень 6, 2012   | Мюнхен     | Німеччина | Zenith                   |
| Грудень 7, 2012   | Штутгарт   | Німеччина | PORSCHE-ARENA            |
| Грудень 8, 2012   | Дрезден    | Німеччина | MESSE                    |
| Грудень 9, 2012   | Берлін     | Німеччина | O2 World                 |

## Персонал
- Крістофер фон Дейлен
- Крістіан Кречмар
- Кліф Х'юіт
- Ральф Ґюстке
- Ангун
- Кейт Хевневік
- Мередіт Колл